# Кремкау
Кремкау (нем. Kremkau) — коммуна в Германии, в земле Саксония-Анхальт. 
Входит в состав района Штендаль. Подчиняется управлению Бисмарк/Кледен.  Население составляет 217 человек (на 31 декабря 2006 года). Занимает площадь 9,90 км². Официальный код  —  15 3 63 070.